# Grapevine
Grapevine é uma cidade localizada no estado norte-americano do Texas, nos condados de Dallas e Denton e Tarrant. Segundo o Censo de 2000, a cidade possui uma população total de 42.059 habitantes. Situada na Metroplex Dallas/Fort Worth, o DFW (Dallas Fort Worth Internacional Airport), que se situa entre às cidades de Fort Worth e Dallas, é dentro dos limites da cidade de Grapevine.

## Geografia
De acordo com o United States Census Bureau tem uma área de 92,9 km², dos quais 83,6 km² cobertos por terra e 9,3 km² cobertos por água. Grapevine localiza-se a aproximadamente 158 m acima do nível do mar.
Grapevine situa-se em 32°56'6 "norte, 97°5'9" oeste (32,935025, -97,085784) 1 .

## Demografia
Conforme o Censo de 2000, há 42.059 habitantes, 15.712 casas, e 11.312 famílias que residem na cidade. A densidade de população é 503.1/km² (1,303.0/mi²). Há 16.486 construções em uma densidade média de 197.2/km² (510.7/mi²). A composição racial da cidade é 88,16% brancos, 2,38% afro-americanos, 0,55% americanos nativos, 2,56% asiáticos, 0,07% nativos das ilhas do Pacífico, 4,58% de outras raças, e 1,69% de duas ou mais raças. 11,56% da população são latino-americanos.
Há 15.712 casas, sendo que 42,1% têm crianças menores de 18 anos que vivem com eles, 58,9% são casados e vivem juntos, 9,4% têm donas-de-casa sem a presença de marido, e 28,0% são não familiares. 22,2% de todas as casas são compostas de solteiros e 3,7% são maiores de 65 anos e vivem sós. O tamanho médio das famílias casa é 3,14 pessoas.
Na cidade a população é composta de 29,2% menores de 18 anos de idade, 7,5% de 18 a 24, 36,6% de 25 a 44, 21,9% de 45 a 64, e de 4,8% quem são maiores de 65 anos. A idade mediana é de 34 anos. Para cada 100 mulheres há 100,5 homens. Para cada 100 mulheres maiores de 18 anos há 99,4 homens.
A renda mediana por casa na cidade é $71.680, e a renda mediana para uma família é $84.940. Os homens têm uma renda mediana de $53.786 contra $38.844 das mulheres. A renda per capita são de $31.549. 4,8% da população e 3,1% das famílias estão abaixo da linha de pobreza. Dos que vivem abaixo da linha de pobreza, 4,7% estão são menores de 18 e 7,2% são de 65 ou mais.
Em 2006, foi estimada uma população de 48.583, um aumento de 6524 (15.5%).

## Localidades na vizinhança
O diagrama seguinte representa as localidades num raio de 12 km ao redor de Grapevine.

### Curiosidade
Em 1 de Abril de 1934, Bonnie e Clyde mataram dois patrulheiros rodoviários em uma estrada perto desta cidade.